# Пичугин, Дмитрий Егорович

Дмитрий Пичугин (в центре) и его брат Андрей (справа)

Бюст работы А. И. Козырева

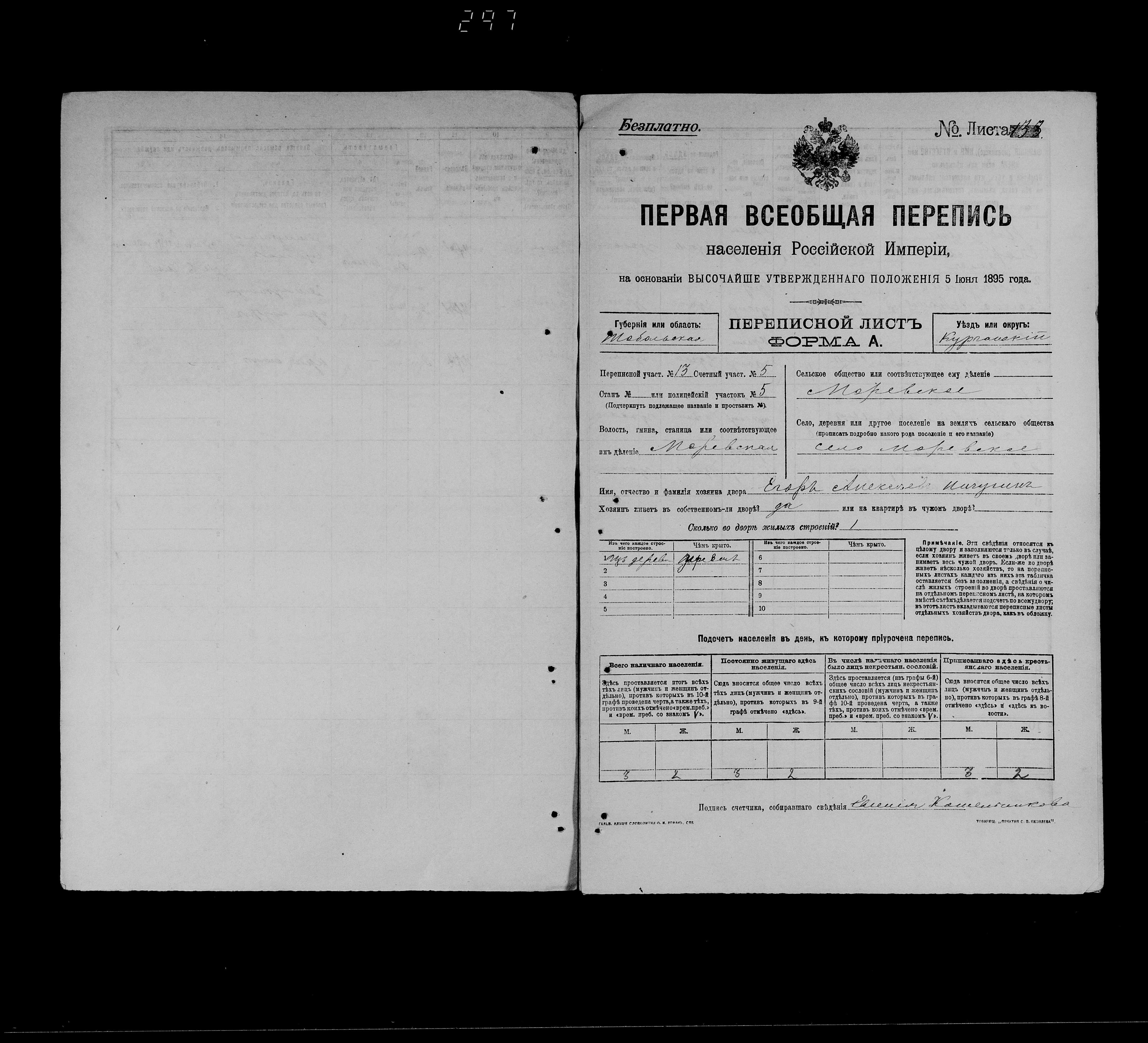
Перепись населения Российской империи (1897), лист с описанием двора в с. Моревском, в котором жила семья Пичугиных

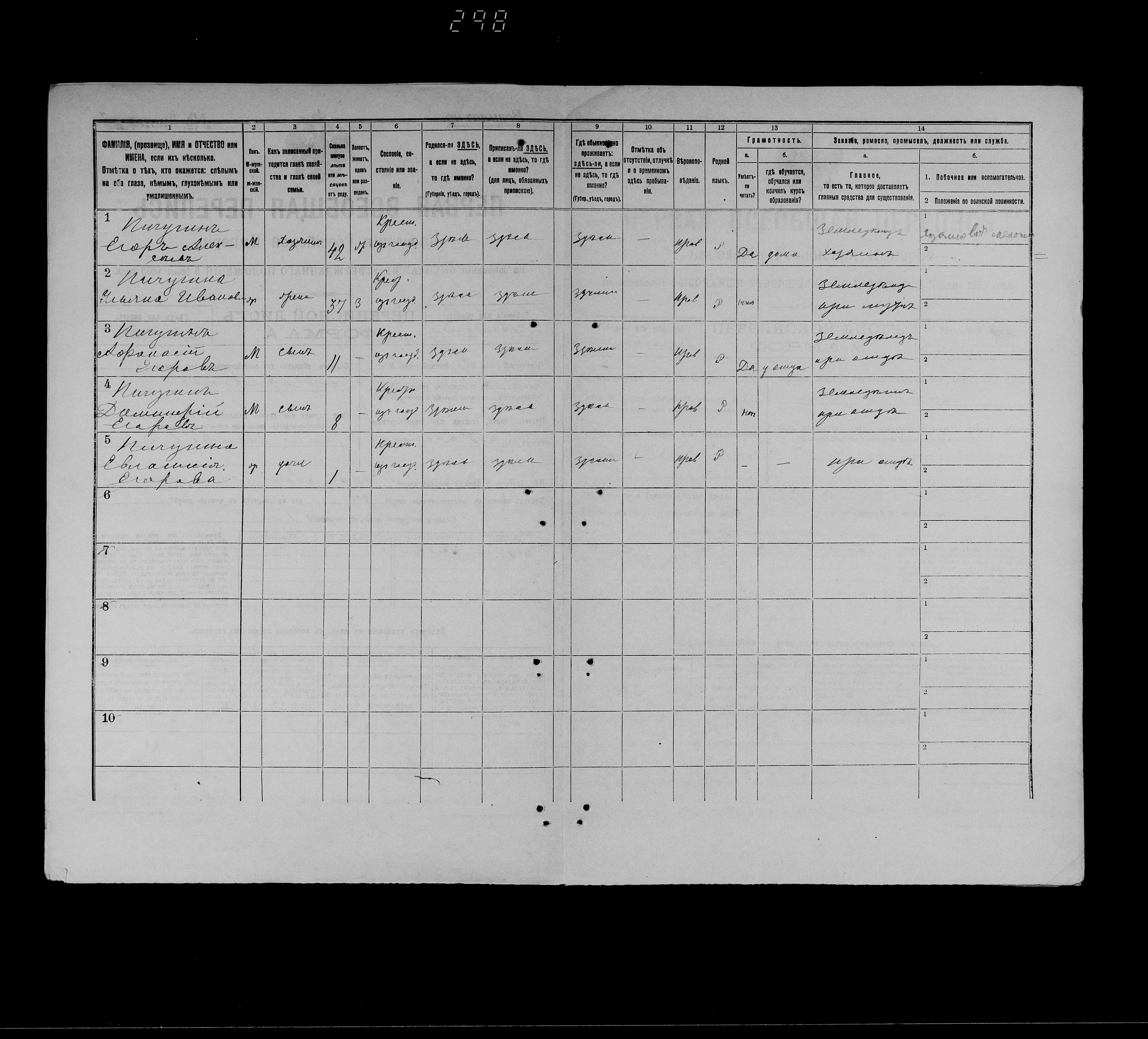
Перепись населения Российской империи (1897), лист с описанием семьи Пичугиных

Дмитрий Егорович Пичугин (21 октября [2 ноября] 1889, Моревское, Тобольская губерния — 23 июня 1918, Белый Яр, Тобольская губерния) — участник Гражданской войны, заместитель председателя Курганского уездного Совета депутатов, председатель крестьянской секции.

## Биография
Дмитрий Пичугин родился 21 октября (2 ноября) 1889 года в крестьянской семье в селе Моревском Моревской волости Курганского округа Тобольской губернии, ныне деревня входит в Варгашинский муниципальный округ Курганской области. Крещён в Моревской Свято-Троицкой церкви. Долгое время 1891 год указывался как год рождения Дмитрия Пичугина.
В 1911 году призван на военную службу. Служил в лейб-гвардии Измайловском полку. За храбрость, проявленную на Юго-Западном фронте Первой мировой войны, был награждён Георгиевским крестом 4-й степени, получил унтер-офицерское звание. В августе 1915 года полк участвовал в Виленской операции. 18 (31) августа 1915 года младший унтер-офицер Д.Е. Пичугин был ранен. После ранения переведён в запасной батальон полка, который располагался в Петрограде.
В 1916 году в Петрограде вступил в РСДРП(б).
По воспоминания Андрея Егоровича Пичугина, брата Дмитрия, служившего с ним в одном взводе, где почётным командиром роты был князь Константин Константинович: «Однажды мы занимались полевой службой в лагерях Красного Села, князь подъехал, собрал к себе офицеров и унтер-офицеров, стал им читать телеграмму, в которой сказано о небольших успехах наших войск. После окончания читки Дмитрий встал, попросил слова, князь разрешил, и Дмитрий сказал: «Ваше высочество, я был полтора года на фронте и убедился, что у нас заборы очень крепки, но столбы подгнили, надо бы их заменить». Через несколько дней, в сентябре 1916 года был вторично отправлен на фронт с штрафной ротой.
В штрафной роте был вторично ранен. В ноябре 1916 года находился в полевом сводном № 803 госпитале в селе Белая Церковь Киевской губернии. В декабре 1916 года после тифа был в 76 сводном эвакуационном госпитале в городе Курске. После выздоровления в госпитале города Тулы он вечером 26 февраля (11 марта)  1917 года приехал в Петроград, а утром 27 февраля (12 марта)  1917 года пришёл в казарму лейб-гвардии Измайловского полка и возглавил отряд для разоружения остатков полиции. Принял активное участие в событиях Февральской революции в Петрограде.
Был избран в полковой комитет, потом делегатом на I Всероссийский съезд крестьянских депутатов, на котором он не только слушал выступление В.И. Ленина, но и встречался с ним. Оба брата участвовали в Великой Октябрьской социалистической революции.
После Октябрьской революции Пичугин прибыл в Курган с мандатом Петроградского Совета рабочих, крестьянских и солдатских депутатов. Он сразу же включился в напряжённую работу по объединению революционных сил в уезде, проведению директив Совета Народных Комиссаров. Вскоре его избрали заместителем председателя Курганского уездного Совета депутатов, председателем крестьянской секции.
Второй уездный крестьянский съезд, состоявшийся в декабре 1917 года, под влиянием председателя Пичугина принял решение об упразднении волостных и уездных земств, замены их волостными исполкомами Советов. Одновременно было решено создать в волостях революционные трибуналы, а в Кургане - уездный трибунал. Делегаты съезда высказались против созыва Учредительного собрания. Съезд ознаменовал полный переход всей власти в Курганском уезде в руки Советов рабочих, крестьянских и солдатских депутатов.
С 26 мая 1918 года прекратилось пассажирское и товарное движение от Кургана на восток вследствие недоразумений между советской властью и стоящими здесь чехословацкими эшелонами, так были задержаны 5-й и 6-й полки чехословацкого легиона. Недоразумение состояло в следующем: Исполком Курганского совета получил указание Совета Народных Комиссаров о разоружении чехословацких эшелонов. 27 мая Исполком Совдепа разослал по волостям обращение к сельскому населению, прося  о помощи: «…Находящимися в Кургане 6 вооруженными эшелонами чехословаков предъявлено ультимативное требование отправки в глубь Сибири, что на основании распоряжения Совета Народных Комиссаров сделать не можем, а по сему, ввиду возможного столкновения, просим всех, стоящих на платформе Советской власти и сочувствующих ей, встать под ружье в ряды своей Красной Армии, особенно охранять всю линию железной дороги и ни в коем случае не допускать продвижения каких-либо эшелонов с иностранными войсками…» Одновременно с этим обращением был отправлен приказ Крестьянской секции Исполкома волостным исполкомам о проведении частичной мобилизации: «Крестьянская секция приказывает немедленно … мобилизовать добровольцев 1918 г. по десять человек, вооружив их теми винтовками, кои имеются у вас в волости. В случае, если добровольцев не будет, жеребьевкой выбрать десять человек вышеозначенного года. Означенная мобилизация временная, необходимая в силу того, что в Кургане взбунтовались чехословацкие отряды, идущие в разрыв с условиями мирного договора. Крестьяне, настал решительный час! В ваших руках ваша воля, ваша свобода! Немедленно на защиту революционных завоеваний! Время не терпит. Все за оружие! Кто не может быть рабом, тот должен быть с винтовкой в руках в рядах Красной Армии!». Обращение и приказ были подписаны председателем Крестьянской секции Дмитрием Пичугиным. Откликнулся только его брат Андрей, который привел небольшой отряд из села Моревского.
1 июня в г. Кургане по требованию советской власти занятия и торговля с 2 часов дня всюду прекратились. Конные объезды предупреждали о закрытии окон ставнями. Во втором часу ночи началась ружейная и пулеметная стрельба. Стоявшие на железной дороге чехословаки перешли в наступление. К 3 часам уже выяснилось, что красные перешли за Тобол к мельнице Бакинова. Около 5 часов они сдались в количестве около 150 человек. Наибольшее число красногвардейцев — по слухам, около 400 человек, с некоторыми руководителями бежали на ближайшие заимки и в деревни. Пичугину удалось вырваться с небольшим конным отрядом. К вечеру отправилась сформированная из чехов и добровольцев погоня.
17 июня 1918 года добровольческий отряд совместно с белочехами (около 130 пеших и 15 конных) отряд во главе с поручиком Франтишеком Грабчиком вышел из города Кургана для преследования отряда красных под командованием председателя крестьянской секции курганского совдепа Дмитрия Пичугина. Утром 18 июня отряд прибыл в село Белозерское и оттуда двинулся к Усть-Суерскому. Белочехи заняли в Усть-Суерском переправу через Тобол, а местные сообщили, куда двинулись красноармейцы. Красноармейцы были взяты в плен конницей во главе с ротмистром Михаилом Михайловичем Манжетным Один пленный красноармеец сообщил, что Пичугин побежал к Тоболу. Штабс-ротмистр Этьян Гусев взял в плен Пичугина на берегу. Впоследствии, 11 июля 1918 года во время боя за город Далматово тяжело раненый Гусев, не желая сдаваться в плен, застрелился из пистолета Steyr M1912, который достался ему в качестве трофея при аресте Дмитрия Пичугина. Отряд забрав отнятое оружие (150 винтовок) и 21 пленного двинулись в обратный путь. Рядовые были отпущены, из них пятеро решили вступить в добровольческий отряд. По дороге, 23 июня 1918 года, Дмитрий Егорович Пичугин и его соратник военрук Нефёдов расстреляны на Белозерском тракте, у деревни Белый Яр Падеринской волости Курганского уезда Тобольской губернии, ныне деревня входит в Кетовский муниципальный округ Курганской области.
После расстрела труп Дмитрия Пичугина привезён в Курган и положен в ледник Курганской больницы, расположенной поблизости от тюрьмы. Жена узнав о расстреле мужа, обратилась сначала к русским властям с просьбой выдать ей труп для захоронения, но русские власти не решились на выдачу трупа, а направили ее к чешскому коменданту города. Поручик Вацлав Сухий разрешил труп выдать для захоронения по гражданскому обычаю. Отпевал Пичугина в Александровской церкви протоиерей Николай Богословский. Похороны превратились в демонстрацию рабочих, которые гроб несли на руках. В день похорон Дмитрия Пичугина тюрьма была окружённой чехами и охранялась ими, и когда несли гроб с Пичугиным на кладбище, вся тюрьма содрогалась от пения «Марсельезы», «Замучен тяжёлой неволей» и других революционных песен. Дмитрий Егорович Пичугин был похоронен в правой стороне от входовых ворот Троицкого кладбища города Кургана, в одну могилу с двоюродным братом Сергеем Пичугиным, который умер зимой 1918 года.
После восстановления Советской власти было принято решение устроить мемориал в центре города, перезахоронив в нём останки расстрелянных видных советских деятелей, включая Д. Е. Пичугина. Однако извлечь его останки не получилось. Этому воспротивилась мать Сергея Пичугина. В настоящее время Троицкое кладбище снесено, территория застроена жилыми домами, за исключением Старообрядческого сквера.

## Награды
- Георгиевский крест IV степени

## Память
- Решением Курганского облисполкома № 316 от 21 августа 1962 года Совхозный сельсовет переименован в Пичугинский сельсовет. Законом Курганской области от 18 января 2019 года N 2, Барашковский, Варгашинский, Лихачевский, Пичугинский, Поповский и Сычевский сельсоветы были упразднены, а их территории с 1 февраля 2019 года включены в состав Варгашинского поссовета.
  - Решением Курганского облисполкома № 434 от 9 декабря 1963 года Центральная усадьба Варгашинского семсовхоза переименована в село Пичугино Пичугинского сельсовета.
  - Указом Президиума Верховного Совета РСФСР от 5 июня 1964 года п. Опытная семсовхоза переименован в село Пичугино Пичугинского сельсовета.
- Проспект Л.Д. Троцкого (до 1919 года Гостинодворский переулок) в Кургане был переименован в улицу Пичугина 25 апреля 1928 года, к 10-летию со дня его гибели[10][11].
- Обелиск Дмитрию Пичугину возле деревни Белый Яр Кетовского муниципального округа Курганской области. В 1990-е — 2000-е заменён на новый. Надпись на табличке: «23 июня 1918 года на этом месте был расстрелян белогвардейцами герой гражданской войны Дмитрий Егорович Пичугин»[12] — 55°34′38″ с. ш. 65°31′15″ в. д.HGЯO
- Бюст Дмитрия Пичугина в городе Кургане, в сквере у бывш. поликлиники УВД (ныне Центр бухгалтерского учёта детских садов), ул. Коли Мяготина, 134. Открыт 6 ноября 1959 года, к 42-й годовщине Великой Октябрьской социалистической революции, скульптор  Анатолий Иванович Козырев. Надпись на постаменте: «ПИЧУГИН Д.Е. 1891 — 1918 Г. ЧЛЕН КУРГАНСКОГО СОВЕТА РАБОЧИХ И СОЛДАТСКИХ ДЕПУТАТОВ. ГЕРОЙ ГРАЖДАНСКОЙ ВОЙНЫ. ЗВЕРСКИ ЗАМУЧЕННЫЙ БЕЛОГВАРДЕЙЦАМИ.» 23 августа 2017 году открыт отреставрированный памятник и сквер им. Д. Пичугина[13][14] — 55°26′40″ с. ш. 65°20′37″ в. д.HGЯO
- Бюст Дмитрия Пичугина в селе Пичугино Варгашинского муниципального округа Курганской области, открыт 7 ноября 1967 года, скульптор Виктор Алексеевич Епишев[15]. На открытие памятника приезжал брат Дмитрия Пичугина — Андрей. Ныне осталось одно повреждённое основание.
- Бюст Дмитрия Пичугина в деревне Моревской Варгашинского муниципального округа Курганской области, открыт 28 октября 1968 года в честь 50-летия Ленинского комсомола. Ныне находится в аварийном состоянии[16].
- Памятник Дмитрию Пичугину в городе Кургане, в сквере возле бывш. кинотеатра «Мир», ул. Ю.А. Гагарина, 1 (ныне Гагаринский сквер). Установлен в 1977 году к 60-летию Великой Октябрьской социалистической революции на средства комсомольцев Октябрьского района города Кургана, скульптор Станислав Александрович Голощапов и архитектор Б.А. Воропай. Памятник выполнен из металла. — 55°26′50″ с. ш. 65°23′20″ в. д.HGЯO
- Музей, посвященный Дмитрию Пичугину, в селе Пичугино Варгашинского муниципального округа Курганской области, открыт 19 апреля 1970 года. Сейчас музей расположен в одной из комнат в здании бывш. Администрации Пичугинского сельсовета.
- В 1924 году члены ассоциации художников революции портретист Иван Петрович Шмелев и пейзажист Григорий Тимофеевич Козлов побывали на месте расправы и написали картину о расстреле, картина находится в хранилище Курганского областного краеведческого музея.
- В 1959 году художник Николай Афанасьевич Пономарёв написал картину о расстреле.

### Книги
- Сухачевский, С.С. У Белого Яра (Илл. Н. Пономарев). — Курган: Красный Курган, 1958. — 183 с. — 15 000 экз.[17]
- Сухачевский, С.С. У Белого Яра (Илл. Н. Пономарев). — Изд. 2-е. — Курган: Красный Курган, 1959. — 186 с. — 15 000 экз.[18]
- Сухачевский, С.С. У Белого Яра (Илл. Н.А. Пономарев). — Изд. 3-е, испр. и доп. — Курган: Советское Зауралье, 1963. — 207 с. — 20 000 экз.[19]
- Сухачевский, С.С. Комиссар Пичугин. Страницы жизни. — Челябинск: Южно-Уральское книжное издательство, 1966. — 115 с. — 10 000 экз.[20]
- Шушарин М.И. Александр Юдин. Биогр. очерк. — Челябинск: Южно-Уральское книжное издательство, 1971. — 103 с. — 10 000 экз.[21]

## Семья
- Отец Георгий (Егор) Алексеевич Пичугин (1855—?)
- Мать Ульяна Ивановна (1860—?)
  - Брат Афанасий (1886—1916, погиб на фронте)
  - Сестра Марфа (август 1891 — до 1897)
  - Сестра Евлампия (1896—?)
  - Брат Андрей (октябрь 1897—?)
- Жена Степанида Осиповна